# Chellsie Memmel
Chellsie Marie Memmel (Milwaukee, Wisconsin, 23 de junio de 1988) es una gimnasta artística estadounidense dos veces campeona del mundo en 2003 en las pruebas de barras asimétricas y concurso por equipos.
Comenzó a hacer gimnasia siendo muy pequeña, ya que sus padres también habían sido gimnastas y eran entrenadores. Tenían un gimnasio llamado M and M Gymnastics. Al principio fue entrenada por su padre, pero entre 1995 y 2004 su entrenador fue Jim Chudy. En 2005 Chellsie volvió a ser entrenada por su padre.

## Trayectoria deportiva

### 2003
En 2003 se consagró entre la élite mundial de la gimnasia en categoría senior. Consiguió la victoria individual en el Pacific Challenge, un torneo internacional donde participan gimnastas de Estados Unidos, Canadá y Australia.
Poco antes de los Campeonatos de Estados Unidos sufrió una lesión en la corva que le impidió rendir al máximo nivel y solo pudo acabar en 10.ª posición.
En las pruebas clasificatorias para los Campeonatos Mundiales de Anaheim de ese año, Chellsie no fue seleccionada para el equipo de Estados Unidos. En lugar de eso la seleccionaron para participar en los Juegos Panamericanos de Santo Domingo, un evento menos importante.
Chellsie hizo una excelente competición en los Juegos Panamericanos, ganando la medalla de oro en la competición general (por delante de su compatriota Anastasia Liukin), por equipos y en barras asimétricas. Además fue bronce en barra de equilibrios para un total de cuatro medallas.
Aunque no estaba seleccionada para los mundiales, la lesión de Ashley Postell, una de las integrantes del equipo, hizo que Marta Karolyi, la responsable del equipo nacional de EE. UU. llamara a Chellsie para sustituirla.
En los Mundiales de Anaheim, California, Chellsie tuvo una gran actuación en la competición por equipos, donde Estados Unidos ganó la medalla de oro por primera vez en la historia de los mundiales, por delante de Rumanía. 
Chellsie se clasificó para la competición general individual. Sin embargo el exceso de competiciones en poco tiempo le pasaron factura, y sus puntuaciones en barra de equilibrios y en asimétricas no fueron buenas, quedando lejos de las medallas en octava posición.
Dos días después consiguió resarcirse proclamándose campeona del mundo en barras asimétricas, empatada con su compañera Hollie Vise.

### 2004
2004 fue un año difícil para Chellsie. En la American Cup fue tercera tras Carly Patterson y Courtney McCool. En esta época Chellsie era considerada junto a la campeona mundial Carly Patterson una de las dos grandes bazas del equipo estadounidense para los Juegos Olímpicos de Atenas 2004.
Sin embargo en el mes de abril se rompió el metatarsiano de un pie mientras entrenaba en la barra de equilibrios. Por culpa de esto no pudo participar en los Campeonatos Nacionales en Nashville, ni en las pruebas de clasificación para los Juegos Olímpicos (Olympic trials) en Anaheim. Intentó recuperarse lo más rápido posible para poder ser seleccionada en una de las plazas de libre designación, sin embargo la responsable del equipo Marta Karoyli consideró que no llegaría bien preparada a los Juegos y no la seleccionó.
Chellsie intentó desquitarse en la Copa del Mundo disputada después de los Juegos en Birmingham, ganando el oro en barras asimétricas

### 2005
2005 fue el año de su consagración. En los Campeonatos del Estados Unidos fue segunda en la competición general tras su compatriota Anastasia Liukin.
Llegó a los Campeonatos del Mundo de Melbourne como una de las favoritas. En la competición general individual ganó la medalla de oro por delante de Anastasia Liukin, en un final apretadísimo en el que Memmel solo le sacó a Liukin 2 milésimas de ventaja.
Así se convertía en la primera estadounidense que ganaba el título mundial desde Shannon Miller en 1994 y la tercera de la historia tras Kim Zmeskal y la propia Miller.
Chellsie ganó también las medallas de plata en barra de equilibrios y en barras asimétricas, en ambas por detrás de Anastasia Liukin. En total sumó tres medallas en estos campeonatos, donde no se celebró la competición por equipos.

## Vida personal
Memmel está casada con Kory Maier, un ingeniero mecánico. Tienen dos hijos, un niño nacido en febrero de 2015, y una niña nacida en noviembre de 2017.

## Resultados

### Categoría Junior
| Año  | Evento                                 | Equipo | Entera            | Salto | Barras | Viga              | Suelo             |
| ---- | -------------------------------------- | ------ | ----------------- | ----- | ------ | ----------------- | ----------------- |
| 2000 | Clásico Americano                      |        | 7                 |       |        |                   |                   |
| 2002 | Clásico Americano                      |        | 10                |       |        | 4                 | 8                 |
| 2002 | Clásico de EUA                         |        | 4                 |       | 9      | Medalla de bronce | Medalla de bronce |
| 2002 | Campeonato Nacional de Gimnasia de EUA |        | Medalla de bronce |       | 5      | Medalla de bronce | Medalla de plata  |

### Categoría Senior
| Año  | Evento                                   | Equipo           | Entera            | Salto | Barras            | Viga              | Suelo             |
| ---- | ---------------------------------------- | ---------------- | ----------------- | ----- | ----------------- | ----------------- | ----------------- |
| 2003 | Clásico Americano                        |                  | Medalla de bronce |       | Medalla de oro    | Medalla de oro    |                   |
| 2003 | Campeonato Nacional de Gimnasia de EUA   |                  | 10                |       | 7                 | 6                 |                   |
| 2003 | Juegos Panamericanos                     | Medalla de oro   | Medalla de oro    |       | Medalla de oro    | Medalla de bronce |                   |
| 2003 | Campeonato Mundial de Gimnasia Artística | Medalla de oro   | 8                 |       | Medalla de oro    | 6                 |                   |
| 2004 | Copa Americana                           |                  | Medalla de bronce |       |                   |                   |                   |
| 2004 | Juegos Panamericanos                     |                  |                   |       | Medalla de oro    | Medalla de oro    |                   |
| 2004 | Copa del Mundo                           |                  |                   |       | Medalla de oro    |                   |                   |
| 2005 | Copa Americana                           |                  |                   |       | Medalla de oro    | Medalla de bronce |                   |
| 2005 | Juegos Panamericanos                     | Medalla de oro   | Medalla de oro    |       | Medalla de oro    | Medalla de oro    |                   |
| 2005 | Clásico de EUA                           |                  | 4                 | 7     | Medalla de bronce | Medalla de plata  | 14                |
| 2005 | Campeonato Nacional de Gimnasia de EUA   |                  | Medalla de plata  |       | Medalla de plata  | Medalla de plata  | Medalla de bronce |
| 2005 | Campeonato Mundial de Gimnasia Artística |                  | Medalla de oro    |       | Medalla de plata  | Medalla de plata  |                   |
| 2006 | Campeonato Nacional de Gimnasia de EUA   |                  | 4                 |       | 5                 | 4                 | Medalla de bronce |
| 2006 | Campeonato Mundial de Gimnasia Artística | Medalla de plata |                   |       |                   |                   |                   |
| 2007 | Clásico de EUA                           |                  |                   | 5     |                   |                   |                   |
| 2008 | Campeonato Nacional de Gimnasia de EUA   |                  | Medalla de bronce |       | Medalla de plata  | 4                 | 4                 |
| 2008 | Clasificatorias Olímpicas de EUA         |                  | Medalla de bronce |       | Medalla de plata  | Medalla de plata  | Medalla de plata  |
| 2008 | Juegos Olímpicos de Pekín 2008           | Medalla de plata |                   |       |                   |                   |                   |
| 2009 | Campeonato Nacional de Gimnasia de EUA   |                  |                   |       |                   | 8                 |                   |
| 2011 | Clásico de EUA                           |                  | Medalla de plata  | 5     | 6                 | 5                 | 4                 |
| 2011 | Campeonato Nacional de Gimnasia de EUA   |                  | 8                 |       |                   | Medalla de plata  | 6                 |
| 2012 | Clásico de EUA                           |                  |                   |       |                   | 21                |                   |
| 2021 | Clásico de EUA                           |                  |                   |       |                   | 29                |                   |